# ده درك (غوغر)
ده درك (بالفارسية: ده درک) هي قرية تقع في إيران في قسم غوغر الريفي.